# Фельгер, Марк Давидович
Марк Давидович Фельгер (при рождении Мо́рдха Ду́видович Фе́льгер; 27 ноября 1881, Одесса, Российская Империя — 24 марта 1962, Ленинград, СССР) — русский и советский архитектор.

## Биография

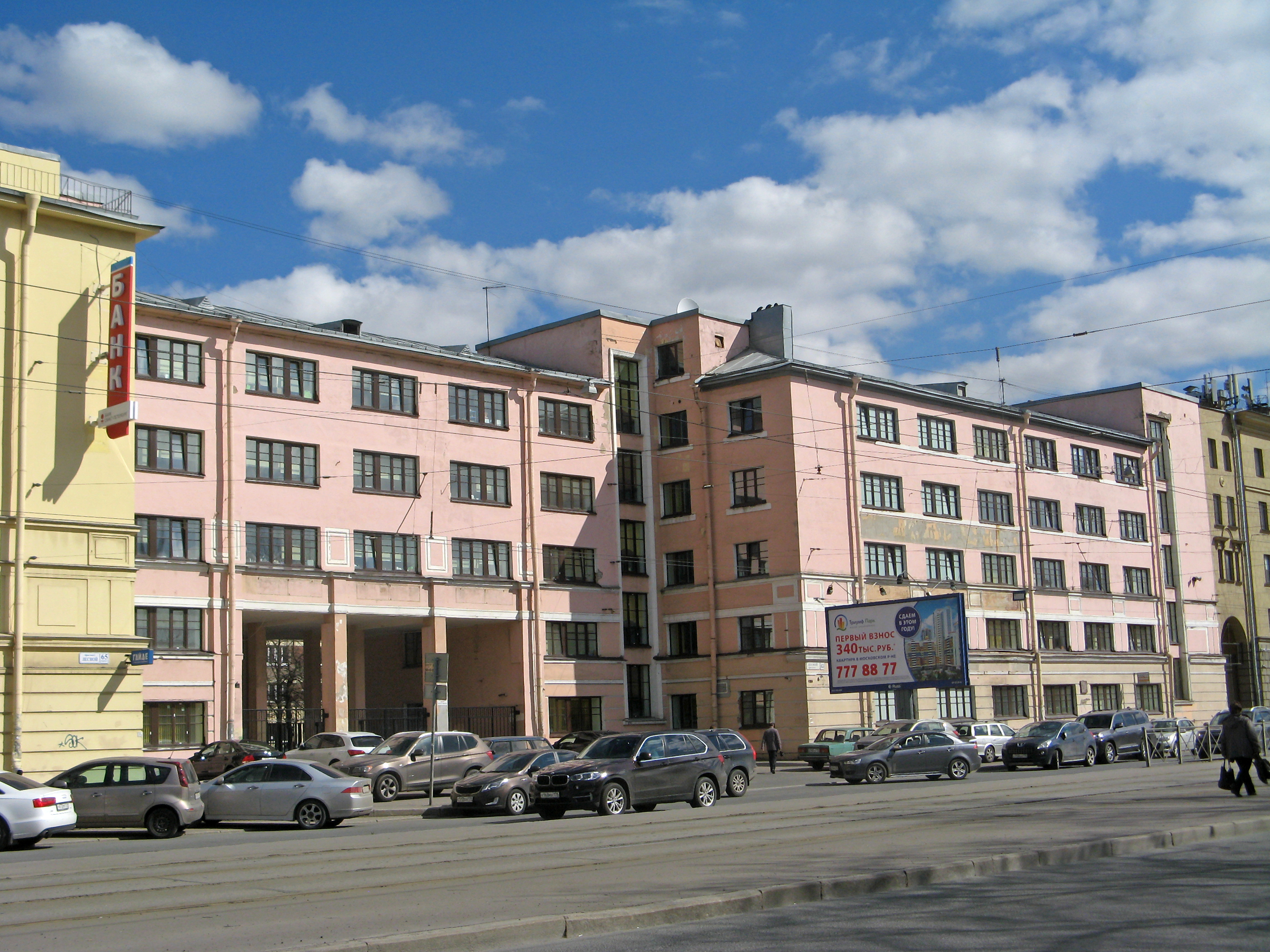
Одно из зданий студенческого городка

Родился в Одессе 30 ноября (по старому стилю) 1881 года, в семье одесского мещанина Дувида-Шмереля Арон-Гимпелевича Фельгерa и Гитель (Гитли) Фельгер (1859—1919). У него был младший брат Израиль (1885). В 1901 году поступил в Академию художеств, которую окончил в 1912 году, получив звание художника-архитектора за «проект драматического театра для столичного города на 1200 человек». После окончания Академии жил в Петербурге-Ленинграде.
В дореволюционное время, в 1910 году (еще до окончания обучения в Академии), построил доходный дом Батова (9-я Советская, 23).
В советское время стал одним из авторов высотного комплекса Дома Госпромышленности (Госпрома) в Харькове (с С. С. Серафимовым и С. М. Кравецом) и студенческого городка Политехнического института в Ленинграде (в соавторстве с архитекторами С. Е. Бровцевым и А. В. Петровым, и инженером К. В. Сахновским). Студенческий городок является памятником архитектуры (вновь выявленный объект) как памятник советского авангарда. Участвовал в доработке проекта водонапорной башни завода «Красный гвоздильщик» в Ленинграде (25-я линия Васильевского острова, 4, на углу с Масляным каналом). Сооружение признано образцом стиля конструктивизм и советского авангарда.
Умер в Ленинграде в 1962 году, похоронен на Преображенском еврейском кладбище.